# Erzeparchie Tyros (Maroniten)
Die Erzeparchie Tyros (lat.: Archieparchia Tyrensis Maronitarum) ist eine im Libanon gelegene Erzeparchie der maronitischen Kirche mit Sitz in Tyros.

## Geschichte
Die Erzeparchie Tyros wurde 1838 als Eparchie Tyros errichtet. Die Eparchie Tyros wurde 1965 zur Erzeparchie erhoben. 1996 wurde das in Israel gelegene Diözesangebiet als eigene Erzeparchie Haifa e Terra Santa ausgegliedert.

## Ordinarien

### Bischöfe der Eparchie Tyros
- Pietro Bostani, 1856–…
- Checrallah Khouri CML, 1906–1934
- Pierre-Paul Méouchi, 1934–1955, dann Patriarch von Antiochien
- Michael Doumith, 1956–1959, dann Bischof von Sarba
- Joseph Khoury, 1959–1965

### Erzbischöfe der Erzeparchie Tyros
- Joseph Khoury, 1965–1992
- Maroun Khoury Sader, 1992–2003
- Chucrallah-Nabil El-Hage, 2003–2020
- Charbel Abdallah, seit 2020